# Afidă
Afida (Aphidoidea) este o suprafamilie de insecte hemiptere, cuprinzând păduchii de plante mici, cu forme aripate și nearipate.
Afidele sunt printre cele mai distructive insecte dăunătoare ale plantelor cultivate în regiunile temperate. Pe lângă slăbirea plantei prin sugerea acesteia, acționează ca vectori ai virușilor plantelor și desfigurează plantele ornamentale prin depunerea de nectar și creșterea ulterioară a mucegaiului. Cresc rapid în număr prin reproducerea asexuată și au o dezvoltarea telescopică.
Controlul afidelor nu este ușor. Insecticidele nu dau întotdeauna rezultate sigure, având în vedere rezistența lor la mai multe clase de insecticide și faptul că afidele se hrănesc adesea pe partea inferioară a frunzelor. Jeturile de apă și spray-urile cu săpun sunt destul de eficiente. Inamicii naturali ai afidelor sunt gândacii prădători (buburuze) și larvele lor , larvele de muscă , viespii parazitoide , păianjenii crab , larvele de neuroptera și ciupercile entomopatogene . O strategie prin managementul integrat al dăunătorilor prin mijloace biologice poate funcționa, dar este dificil de realizat, cu excepția unor medii închise, cum ar fi serele.

## Ciclul de viață
- A, adult femelă
- B, adult mascul
- C, femelă tânără
- D, femelă depunând ouă

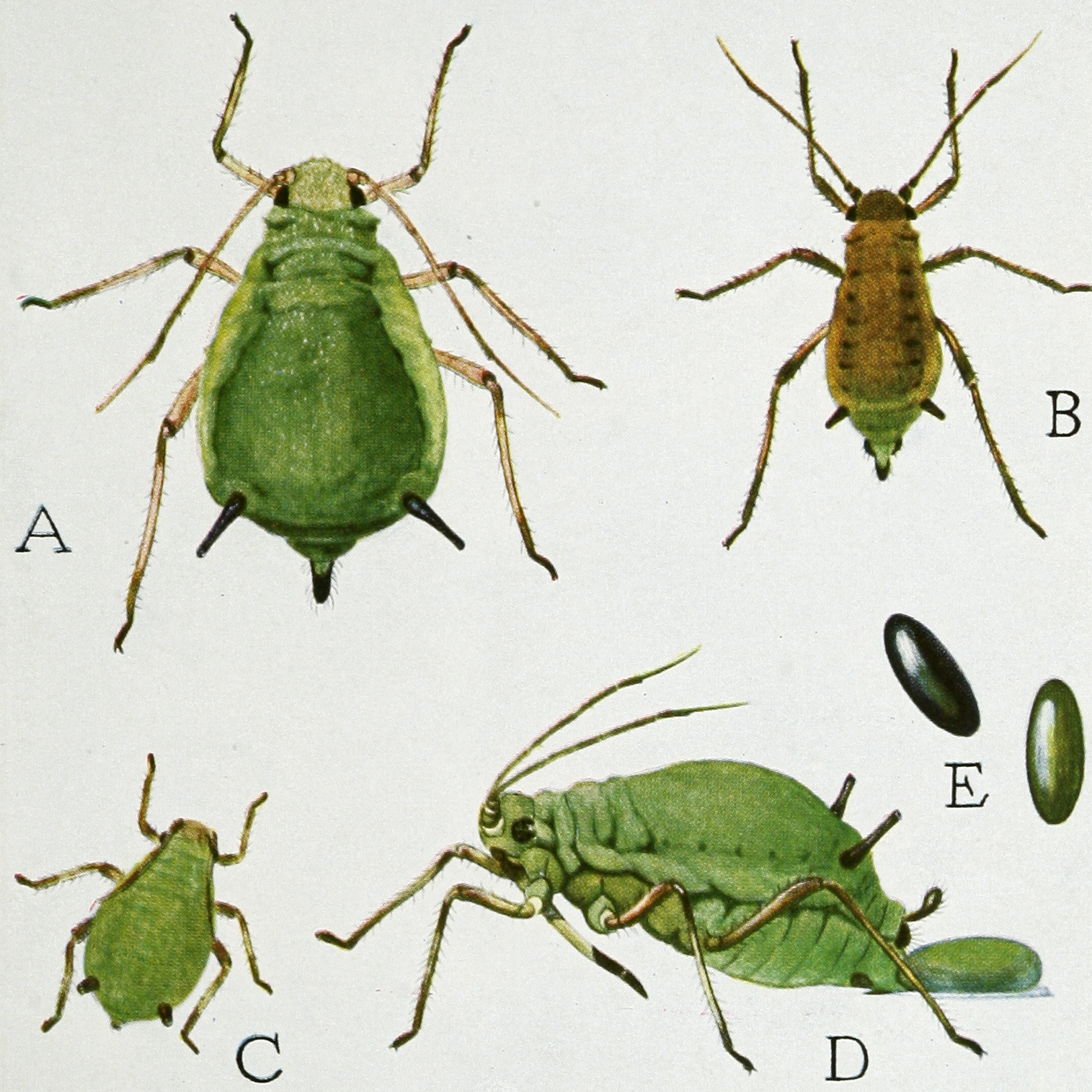
Stadile de viață Aphis pomi

- E, ouă, care trec de la culoarea verde la negru după ce au fost depuse